# Marée nocturne
Pour plus de détails, voir Fiche technique et Distribution.
Marée nocturne est un thriller écrit et réalisé par Curtis Harrington et mettant en vedette Dennis Hopper, sorti en 1961.
Le film a été restauré par l'Academy Film Archive en 2007.

## Synopsis
Le marin Johnny Drake (Dennis Hopper), en congé à terre, rencontre Mora (Linda Lawson) dans un club de jazz. Elle gagne sa vie en apparaissant comme une sirène dans une attraction secondaire à la marina, dirigé par le Capitaine Murdock (Gavin Muir). Mora, qui vit dans un appartement au-dessus du carrousel de la marina, et Johnny tombent amoureux l'un de l'autre. Tout le monde autour d'eux se méfie de leur romance, car ses deux amants précédents sont morts mystérieusement.
Mora croit qu'elle est une descendante des Sirènes, mythiques créatures de la mer qui leurrent les marins à leur mort. De temps à autre, une femme mystérieuse et apparemment sinistre (Marjorie Cameron) apparaît et fait peur à Mora. Elle croit que la femme est la chef des sirènes, appelant à accomplir son destin. L'origine de Mora semble l'amener à commettre un meurtre lors de la pleine lune. Johnny est incapable de croire que son amante est capable de meurtre, mais Mora elle-même semble plus certaine. Au cours d'une plongée le jour de la pleine lune, Mora coupe le tube de respiration de Johnny et il est contraint de remonter à la surface, la laissant au-dessous, où elle s'en va nager loin dans les ombres pour mourir afin de sauver Johnny de dommages futurs.
Quand Johnny retourne à la marina le jour suivant, il voit que le corps sans vie de Mora est maintenant exposé dans le réservoir de sirène. Murdock apparaît, brandissant un pistolet. C'est lui qui a commis les meurtres et convaincu Mora qu'elle était une véritable sirène. Murdock lui-même était amoureux de Mora et sa jalousie l'a conduit à tuer les hommes dont Mora était intéressé. Mora avait jeté son réservoir d'oxygène dans la mer, s'était noyé. Dans la lutte qui a suivi entre Johnny et Murdock, le réservoir de verre se brise, et l'eau et les débris coincent Murdock.
Au poste de police, Murdock avoue les crimes et Johnny retourne à son navire accompagné par la shore patrol. La seule zone d'ombre de l'histoire de Murdock est qu'il nie toute connaissance de la femme mystérieuse qui avait effrayé Mora. La police le congédie comme étant l'homme qui la protège, mais cela reste ouvert à d'autres possibilités. Il est également laissé ouvert comment Murdock a récupéré le corps de Mora de l'océan où elle s'est suicidé.

## Production
Harrington a vendu son scénario original, appelé The Girl from Beneath the Sea (« La fille sous la mer »), à Roger Corman en 1956.
Afin de filmer certaines des séquences sous-marines de Night Tide, le réalisateur Curtis Harrington a donné des instructions détaillées à un cadreur qui a ensuite tourné les scènes sous l'eau à la satisfaction des attentes du réalisateur.
Harrington avait déjà travaillé avec l'actrice Marjorie Cameron, son documentaire de 1956, The Wormwood Star, porte sur elle et son travail d'artiste.
La société de production, Virgo, n'a pas totalement remboursé son prêt de Pathé Lab de 33 793 dollars et Pathé se préparait à la saisie de la pellicule. Roger Corman a demandé au laboratoire de mettre fin à leurs actions légales afin de permettre à Filmgroup de distribuer le film, garantissant à Pathé 15 000 dollars dans les 12 mois de la sortie du film. Pathé a accepté, et Filmgroup a publié via AIP.
Le rôle de Mora la sirène (joué par Lawson) devait être joué à l'origine par Susan Harrison, qui tenait le premier rôle féminin dans Le Grand Chantage (1957). Harrison, à l'époque amie du réalisateur Harrington, a d'abord accepté le rôle, mais a ensuite refusé en raison d'une relation personnelle.